# 芸術変態論
『芸術変態論』は、ALI PROJECTの18枚目（インディーズから通算）のオリジナルアルバム。2018年7月25日に徳間ジャパンコミュニケーションズから発売された。

## 収録曲
1. 芸術変態論
  - タイトルトラック。
  - 2番~3番の間奏、ラストにフェリックス・メンデルスゾーンの『幻想曲 （スコットランド・ソナタ） Op.28 第3楽章』が引用されている。
  - サビにセルゲイ・ラフマニノフの『ピアノ・ソナタ第1番 第1楽章』が引用されている。
  - Bメロ、サビにセルゲイ・リャプノフの『12の超絶技巧練習曲 第8番 叙事詩』が引用されている。
2. Tailor Tの変身譚
  - イントロにフェリックス・メンデルスゾーンの『ロンド・カプリチオーソ』が引用されている。
  - Aメロにクロード・ドビュッシーの『夢想』が引用されている。
  - Bメロにエルネスト・レクオーナの『黒猫』が引用されている。
  - サビにエルネスト・レクオーナの『キューバ舞曲集 No puedo contigo』が引用されている。
  - イントロにBIG FISH AUDIOのサンプル音源『MODERN HIP HOP』より「kit 8」「kit 29」が利用されている。
  - イントロ、アウトロにセルゲイ・ラフマニノフの『ピアノ・ソナタ第1番 第3楽章』が引用されている。
3. ヤマトイズム
  - いわゆる大和ソングと呼ばれるジャンルの曲。
  - サビ直後にフェリックス・メンデルスゾーンの『ロンド・カプリチオーソ』が引用されている。
  - イントロ、アウトロにPRIME LOOPSのサンプル音源『ORCHESTRAL SCORES』より「Remembering War[1]」が利用されている。
  - Aメロ直前にDiscovery Soundのサンプル音源『8 Bit Family 2』より「F-10_mix_bpm_130」が利用されている。「F-10_mix_bpm_130」は「薨」の2番~3番の間奏でも利用されている。
  - サビにセルゲイ・ラフマニノフの『ピアノ・ソナタ第1番 第3楽章』が引用されている。
4. 少女昆蟲記
  - 間奏のピアノにフェリックス・メンデルスゾーンの『ロンド・カプリチオーソ』が引用されている。
  - Aメロにバルトーク・ベーラの『弦楽四重奏曲第4番 第5楽章』が引用されている。また、『弦楽四重奏曲第1番 第3楽章』が引用されている。
  - 間奏にバルトーク・ベーラの『弦楽四重奏曲第3番 第2楽章』が引用されている。
  - イントロ・アウトロにゲオルギー・スヴィリードフの『プーシキンの花輪 Concerto for Chorus: V. Grecian Feast』の引用されている。
5. 眼球ロマン
  - Aメロにエルネスト・レクオーナのワルツのアルバムより『Vals de las Sombras』が引用されている。
  - サビにエルネスト・レクオーナのワルツのアルバムより『Bon ton』が引用されている。
  - 間奏にエルネスト・レクオーナの『Aragon, "Vals España"』が引用されている。
6. 青空
  - Aメロ、サビにBIG FISH AUDIO社のサンプル音源『ECLIPSE: AMBIENT GUITARS』より「kit 27」が利用されている。
  - イントロにBIG FISH AUDIO社のサンプル音源『ENCORE』より「kit 03」が利用されている。
7. 極まれり
8. 或る修道士の告解
  - 間奏にフェリックス・メンデルスゾーンの『ロンド・カプリチオーソ』が引用されている。
  - サビにエルネスト・レクオーナの唯一のオペラ『El Sombrero de Yarey』より「I. Prelude.」が引用されている。
  - AメロにBIG FISH AUDIOのサンプル音源『CINEMATIC ORCHESTRAL THEMES』より「Adventure[2]」が利用されている。
  - イントロにPRIME LOOPSのサンプル音源『ORCHESTRAL SCORES』より「The Sorcerer Waltz[3]」が利用されている。その他、同音源よりアウトロには「Secret Forest[4]」が利用されている。
9. タンゴ ダダ
  - 昭和歌謡チックな曲である。
  - Aメロにエルネスト・レクオーナの『幻想的なワルツ』より5番が引用されている。また、サビに7番が引用されている。
10. Freak Out（instrumental）
  - バルトーク・ベーラの『管弦楽のための協奏曲 第5楽章』が引用されている。
  - PRODUCER LOOPSのサンプル音源『SYMPHONIC SERIES VOL.1: CLASSIC CARTOONS』が利用されている。
11. 魅惑劇
  - 通常版のみ収録されているボーナストラック。スマートフォンゲーム「あんさんぶるスターズ!」に提供した楽曲のセルフカバー。

## 歴代ツアーオープニング曲
暗黒サイケデリックTOUR 2007から芸術変態論TOUR 2018までのツアーオープニング曲を収録したCDが初回限定盤には付いている。
1. 舞踏蜘蛛ミッドナイト（暗黒サイケデリックTOUR 2007、Poison 毒を食らわば皿までTOUR 2009）
  - BIG FISH AUDIOのサンプル音源「HARD TRACKS FOR CINEMA」より「03 HNM Synth01」「03 HNM Synth05」が利用されている。同音源は、『.hack//Roots O.S.T. 2』の「Forest Cruise」においても利用されている。
2. 地獄の吸血パレード（禁書発禁 TOUR 2008）
  - BIG FISH AUDIOのサンプル音源「HARD TRACKS FOR CINEMA」より「13 HNM Synth02」「43 HNM Synth03」「43 HNM Synth04」が利用されている。
3. 汎新日本主義TOUR 2010
  - BIG FISH AUDIOのサンプル音源『SYMPHONIC MANOEUVRES 2』が利用されている。
4. 凶夢伝染カルナバルLIVE 2012
  - PRIME LOOPSのサンプル音源『ORCHESTRAL SCORES』より「The Spy[5]」「Apocalypse[6]」「Where Is The Zombie[7]」が利用されている。
  - BIG FISH AUDIOのサンプル音源『SYMPHONIC MANOEUVRES』より「The Last Battle」「Detonation」が利用されている。
5. 真偽贋作博覧会TOUR 2012
  - PRIME LOOPSのサンプル音源『ARABIC VIBEZ』より「AnewWorld」「Desert」が利用されている。
  - SOUND PROPULSIONのサンプル音源『GABI MASSO ORIENTAL STRING ENSEMBLES 1』『GABI MASSO ORIENTAL STRING ENSEMBLES 3』が利用されている。
6. 令嬢薔薇図鑑顧客閲覧会TOUR 2013
  - PRODUCER LOOPSのサンプル音源『SYMPHONIC SERIES VOL.3: EPIC ACTION 1』より「Action In Your Face」「Be Proud」が利用されている。
  - HOT MUSIC FACTORYのサンプル音源『MOVIE THEMES ACTION』より「02」が利用されている。
7. 流行世界感染TOUR 2014
  - HOT MUSIC FACTORYのサンプル音源『MOVIE THEMES / EPIC 2』より「02」が利用されている。
8. 倶楽部エピキュリアン快楽交歓会のススメTOUR 2015
  - PRODUCER LOOPSのサンプル音源『SYMPHONIC SERIES VOL 8 MEDIEVAL CRUSADES』より「The Battle」「Quest For Peace」を組み合わせて制作されている。
9. A級戒厳令 従わざるもの喰うべからずTOUR 2016
  - HOT MUSIC FACTORYのサンプル音源『CINEMATIC TRAX / HERO』より「03」が利用されている。
  - HOT MUSIC FACTORYのソフト音源『MOVIE THEMES - ACTION 2』より「01」が利用されている。
  - BIG FISH AUDIOのサンプル音源『CINEMATIC ORCHESTRAL THEMES』より「Post-Romantic[8]」が利用されている。
10. 血と蜜 Gothic Lolita編TOUR 2017
  - BIG FISH AUDIOのサンプル音源『CINEMATIC ORCHESTRAL THEMES』より「Drama1[9]」が利用されている。
11. 血と蜜 Gothic Horror編TOUR 2017
  - BLUEZONEのサンプル音源『POLARIZED WORLD』が利用されている。
12. 愛と誠YAMATO & LOVE×××LIVE 2017
  - RANKIN AUDIOのサンプル音源『DARK CINEMATIC ORCHESTRA KITS VOL. 2』より「Hope Full」が利用されている。
  - BIG FISH AUDIOのサンプル音源『MODERN HIP HOP』より「kit 1」が利用されている。
  - BIG FISH AUDIOのサンプル音源『CINEMATIC ORCHESTRAL THEMES』より「Drama2[10]」が利用されている。
13. 芸術変態論TOUR 2018
  - BIG FISH AUDIOのサンプル音源『ENCORE』より「kit 8」が利用されている。

## 参加ミュージシャン
- All Lyrics Written：Arika Takarano
- All Music Written：Mikiya Katakura
- Arrangement：Akira Saito(斉藤聡)（M9）
- Strings Arrangement：Tsuyoshi Watanabe（M1）

- Vocal：Arika Takarano
- Violin：Tsuyoshi Watanabe、Yu Sugino
- Strings：杉野裕ストリングス
- Drums：Leon Yuki(裕木レオン)（M11）

## クレジット
| Performed by ALI PROJECT | Performed by ALI PROJECT                                                                               |
| ------------------------ | --- |
| Produced, Directed by    | Mikiya Katakura                                                                                        |
| Recording Engineered by  | Jiro Takita                                                                                            |
| Mastering Engineered by  | Yoichi Aikawa(相川洋一)（Bluemastering）                                                               |
| Recorded at              | Studio GREENBIRD                                                                                       |
| Recorded at              | Flamingo Sound                                                                                         |
| Recorded at              | Zazou Music Shed                                                                                       |
| A&R Producer             | Iku Aoki(青木郁生)（Tokuma Japan）                                                                     |
| Sales Promoter           | Toshitaka Ohtomo(大友俊孝)（Tokuma Japan）                                                             |
| A&R Chief                | Hiroyuki Munekiyo(宗清裕之)（Tokuma Japan）                                                            |
| Associate Producer       | Hirokazu Shiraishi(白石博一)（Tokuma Japan）                                                           |
| Supervisor               | Kazuhide Shimokawa(下川一秀)（Tokuma Japan）                                                           |
| Executive Producer       | Yasutaka Wada(和田康孝)（Tokuma Japan）                                                                |
| Artist Management        | Boris Vian Inc.                                                                                        |
| Art Direction & Design   | Maiko Yoshino(吉野磨衣子)                                                                              |
| Photography              | Hironobu Onodera(小野寺廣信)                                                                           |
| Hair & Make-up           | Fusae Tachibana(橘房図)                                                                                |
| Costume                  | Kaie Tada(多田カイエ)（Triple fortune）                                                                |
| Creative Coordination    | Kiyoe Mizusawa(水澤清恵)（Tokuma Japan）                                                               |
| Special Thanks to        | Akira Yoshikawa(吉川明)、Hiroki Yamamoto（Frontier Works Inc.） / Makoto Sugimoto(杉本真)（Zepp Live） |
| Special Thanks to        | Makoto Okuda(奥田誠)（Backstage Project） / Hideo Miyamoto(宮本英夫) / Cherry                          |